# Fred Wright
Alfred Brockwell Wright, detto Fred (Londra, 13 giugno 1999), è un ciclista su strada e pistard britannico che corre per il team Bahrain Victorious; professionista dal 2020, ha vinto il titolo nazionale in linea nel 2023.

## Palmarès

### Strada
- 2016 (Juniores)

Classifica generale Junior Tour of Wales
- 2017 (Juniores)

2ª tappa Ster van Zuid-Limburg (Landen > Landen)
Classifica generale Ster van Zuid-Limburg
- 2018 (100% Me, una vittoria)

3ª tappa Ronde de l'Oise (Morienval > Nanteuil-le-Haudouin)
- 2019 (100% Me, tre vittorie)

GP Affligem
7ª tappa Giro d'Italia Under-23 (Dimaro > Levico Terme)
4ª tappa Tour de l'Avenir (Mauriac > Espalion)
- 2023 (Bahrain Victorious, una vittoria)

Campionati britannici, Prova in linea

#### Altri successi
- 2016 (Juniores)

Classifica a punti Trofeo Karlsberg
Classifica giovani Trofeo Karlsberg
- 2017 (Juniores)

Classifica scalatori Ster van Zuid-Limburg
- 2018 (100% Me)

Classifica giovani Ronde de l'Oise
- 2019 (100% Me)

Criterium Koersel
Dilsen-Stokkem
Criterium Hakendover
Classifica sprint Paris-Arras Tour

### Pista
- 2016 (Juniores)

Campionati europei, Inseguimento a squadre Junior (con Ethan Hayter, Reece Wood e Matthew Walls)
- 2017 (Juniores)

Sei giorni di Berlino Junior (con Jake Stewart)
Campionati europei, Omnium Junior
- 2018

Campionati britannici, Inseguimento a squadre (con Rhys Britton, Ethan Hayter, Jake Stewart,  e Matthew Walls)
Campionati europei, Inseguimento a squadre Under-23 (con Matthew Bostock, Joe Holt e Matthew Walls)
Campionati britannici, Americana (con Matthew Walls)
Troféu Literio Augusto Marques, Americana (con Matthew Walls)
Track Cycling Challenge, Omnium
- 2019

Campionati europei, Americana Under-23 (con Matthew Walls)
Campionati britannici, Americana (con Rhys Britton)

## Piazzamenti

### Grandi Giri
- Tour de France

2021: 96º
2022: 54º
2023: 92º
2024: fuori tempo massimo (11ª tappa)
2025: 104º
- Vuelta a España

2020: 90º
2022: 66º

### Classiche monumento
- Milano-Sanremo

2021: 147º
2023: 79º
2024: 30º
2025: 10º
- Giro delle Fiandre

2020: ritirato
2021: 111º
2022: 7º
2023: 8º
2024: 50°
2025: 23º
- Parigi-Roubaix

2021: 51º
2022: 99º
2023: ritirato
2024: 12º
2025: 9º

### Competizioni mondiali
- Campionati del mondo su strada

Bergen 2017 - Cronometro Junior: 19º
Bergen 2017 - In linea Junior: ritirato
Yorkshire 2019 - In linea Under-23: 28º
Fiandre 2021 - In linea Elite: ritirato
Wollongong 2022 - In linea Elite: 53º
Glasgow 2023 - In linea Elite: ritirato
- Giochi olimpici

Parigi 2024 - In linea: 43º

### Competizioni continentali
- Campionati europei su strada

Plumelec 2016 - Cronometro Junior: 35º
Plumelec 2016 - In linea Junior: 53º
Alkmaar 2019 - In linea Under-23: 39º
Plouay 2020 - In linea Elite: 37º
- Campionati europei su pista

Montichiari 2016 - Inseguimento a squadre Junior: vincitore
Montichiari 2016 - Inseguimento individuale Junior: 6º
Sangalhos 2017 - Inseguimento a squadre Junior: 2º
Sangalhos 2017 - Inseguimento individuale Junior: 7º
Sangalhos 2017 - Omnium Junior: vincitore
Aigle 2018 - Inseguimento a squadre Under-23: vincitore
Aigle 2018 - Inseguimento individuale Under-23: 12º
Gand 2019 - Inseguimento a squadre Under-23: 5º
Gand 2019 - Americana Under-23: vincitore
Grenchen 2023 - Americana: 5º
Grenchen 2023 - Corsa a eliminazione: 14º